# Deutsche Botschaft La Paz
Die Deutsche Botschaft La Paz ist die diplomatische Vertretung der Bundesrepublik Deutschland in dem Plurinationalen Staat Bolivien.

## Lage und Gebäude
Die Kanzlei der Botschaft befindet sich im Stadtviertel San Jorge, Macrodistrito Centro, im Süden des Zentrums des bolivianischen Regierungssitzes La Paz. Die Straßenadresse lautet: Avenida Arce Nr. 2395, Ecke Calle Belisario Salinas, La Paz.
Die Büros sind in einem schmucklosen zweigeschossigen Gebäude untergebracht, das von umstehenden Hochhäusern überragt wird.

## Auftrag und Organisation
Die Botschaft La Paz hat den Auftrag, die deutsch-bolivianischen Beziehungen zu pflegen, die deutschen Interessen gegenüber der Regierung von Bolivien zu vertreten und die Bundesregierung über Entwicklungen in Bolivien zu unterrichten.
In der Botschaft bestehen die Arbeitsbereiche Politik, Wirtschaft, Kultur, Bildung sowie Entwicklungszusammenarbeit (EZ). In der Botschaft ist Referent aus dem Bundesministerium für wirtschaftliche Zusammenarbeit tätig. Schwerpunkte der EZ sind: Trinkwasser und Abwasser, ländliche Entwicklung sowie Umwelt und Energie.
Das Referat für Rechts- und Konsularaufgaben der Botschaft bietet deutschen Staatsangehörigen konsularische Dienstleistungen und Hilfe in Notfällen an. Der konsularische Amtsbezirk der Botschaft umfasst ganz Bolivien. Die Visastelle erteilt Einreisegenehmigungen für bolivianische Staatsangehörige und in Bolivien wohnhafte Bürger dritter Staaten.
Honorarkonsuln der Bundesrepublik Deutschland sind in Cochabamba, Santa Cruz und Tarija bestellt und ansässig.

## Geschichte
Die Bundesrepublik Deutschland richtete am 30. Dezember 1952 eine Gesandtschaft in La Paz ein, die am 13. Juli 1954 in eine Botschaft umgewandelt wurde.
Das Deutsche Reich war von 1902 an mit Unterbrechungen bis 1942 diplomatisch in Bolivien vertreten.
Nach Aufnahme diplomatischer Beziehungen am 18. September 1973 waren die Leiter der DDR Botschaft in Lima (Peru) in Bolivien nebenakkreditiert. Mit dem Beitritt der DDR zur Bundesrepublik Deutschland im Jahr 1990 endeten die Beziehungen.